# Охоронець
Охоро́нець, жін. охоро́нниця — особа, яка охороняє певний об'єкт; вартовий, який здійснює функції охорони і нагляду за дорученими об'єктами.
В Україні — офіційно визначена законодавством назва професії особи, яка провадить охоронну діяльність.

## Різновиди
Слово охоронець може означати:
- Вартовий
- Чатовий
- Військова охорона
- Тюремний наглядач

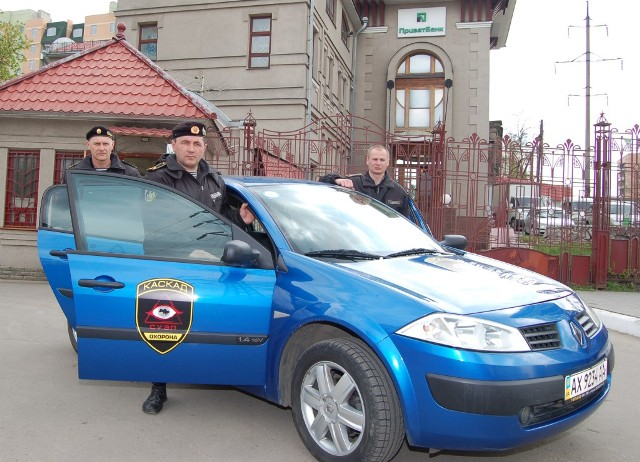
Виїзд охоронців на виклик

- Агент охранки (МВС Російської імперії).
- Конвоїр
- Працівник приватного охоронного підприємства, який здійснює функції вахтера, що перевіряє документи у працівників і відвідувачів на вході до закладу, паркувальника на автомобільній стоянці підприємства, або ресторанного (клубного) швейцара, що здійснює фейсконтроль.

## Законодавча регламентація в Україні
На території держави діяльність усіх державних та приватних охоронних служб регламентується Законом України «Про охоронну діяльність», який був затверджений у 2013 році.

### Кваліфікаційна характеристика професії
Наказом №-621 від 25 вересня 2013 року Міністерства соціальної політики України визначено кваліфікаційну характеристику професії «охоронник».
Саме, відповідно до означеного наказу, у всіх офіційних документах в Україні, які стосуються професійної діяльності даних осіб, вживається лише визначення «охоронник», а не «охоронець».

## Вимоги до охоронців
Згідно із Законом:

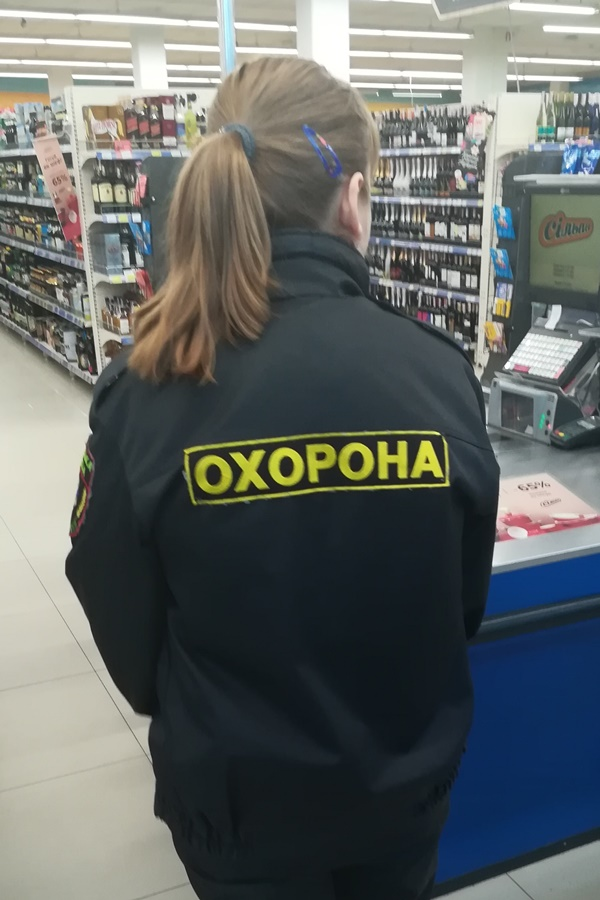
Охоронниця супермаркету

1. Персоналом охорони можуть бути дієздатні громадяни України, які досягли 18-річного віку, пройшли відповідне навчання або професійну підготовку, уклали трудовий договір із суб'єктом господарювання та подали документи, що вони:
- 1) не перебувають на обліку в органах охорони здоров'я з приводу психічної хвороби, алкоголізму чи наркоманії;
- 2) не мають непогашеної чи незнятої судимості за скоєння умисних злочинів;
- 3) не мають обмежень, встановлених судом щодо виконання покладених на них функціональних обов'язків;
- 4) не мають обмежень за станом здоров'я для виконання функціональних обов'язків;
- 5) зареєстровані за місцем проживання в установленому законодавством порядку.

2. Фахівець з організації заходів охорони та працівники, задіяні до роботи на пункті централізованого спостереження, повинні відповідати вимогам частини першої цієї статті, мати рівень освіти, визначений ліцензійними умовами, затвердженими центральним органом виконавчої влади у сфері охоронної діяльності, і в установлені спеціально уповноваженим центральним органом виконавчої влади у галузі освіти і науки, молоді та спорту терміни та порядку підвищувати рівень кваліфікації.
3. Персонал охорони виконує функції з охорони майна за обов'язкової наявності на його одязі ознак належності до відповідного суб'єкта охоронної діяльності згідно з його статутними документами.
4. Персонал охорони під час виконання функціональних обов'язків повинен мати при собі посвідчення з підписом керівника суб'єкта охоронної діяльності, в якому зазначаються прізвище, ім'я, по батькові особи, яка належить до персоналу охорони, дата видачі і термін дії посвідчення та міститься фотокартка особи, якій видано посвідчення.
5. Суб'єкт охоронної діяльності зобов'язаний забезпечувати дотримання законодавства в організації та функціонуванні охорони, прийомі на роботу персоналу охорони, в організації правил носіння відповідного одягу та розпізнавальних знаків, а також в оснащенні засобами оборони та індивідуального захисту.

### Права працівників охорони
1. Персонал охорони під час виконання функціональних обов'язків має право:
- 1) вимагати від осіб припинення протиправних дій, дотримання законності та правопорядку;
- 2) вимагати від службових осіб об'єктів охорони та інших осіб дотримання пропускного та внутрішньооб'єктового режимів;
- 3) не допускати проникнення осіб та затримувати тих, які намагаються проникнути (проникли) на об'єкт охорони або залишити його, порушуючи встановлені правила, з обов'язковим негайним повідомленням про це територіального органу Національної поліції;
- 4) протидіяти правопорушникам і негайно повідомляти органи Національної поліції про вчинення цими особами кримінального або адміністративного правопорушення;
- 5) застосовувати заходи фізичного впливу, спеціальні засоби та використовувати службових собак відповідно до цього Закону;
- 6) під час здійснення пропускного режиму на об'єктах охорони проводити огляд речей фізичних осіб (за їх добровільною згодою), транспортних засобів, вилучення речей і документів, що є знаряддями або предметами правопорушення, перевірку документів, що засвідчують особу, дають право на вхід (вихід) осіб, внесення (винесення), ввезення (вивезення) майна, в'їзд (виїзд) транспортних засобів, зокрема щодо їх відповідності складу матеріальних цінностей, що переміщуються на об'єкти охорони (з об'єктів охорони);
- 7) проводити відкриту відео- та фотозйомку подій як допоміжний засіб запобігання протиправним діям з обов'язковим оприлюдненням на об'єкті, що охороняється, інформації про здійснення таких заходів.

2. Суб'єкт охоронної діяльності зобов'язаний забезпечити належне зберігання відео- та фотоматеріалів, отриманих під час здійснення заходів охорони, протягом одного року з можливістю використання їх виключно у службовій діяльності. Після закінчення строку зберігання зазначених матеріалів проводиться їх знищення комісією у складі трьох представників суб'єкта охоронної діяльності із складенням акта знищення відео- та фотоматеріалів.

### Обов'язки працівників охорони
1. Персонал охорони під час виконання функціональних обов'язків зобов'язаний:
- 1) забезпечувати цілісність об'єктів охорони та недоторканність майна, що на них зберігається, недоторканність фізичних осіб;
- 2) припиняти шляхом здійснення заходів реагування правопорушення проти власності, фізичних осіб, порушення режиму роботи об'єктів охорони;
- 3) негайно у будь-який спосіб повідомляти відповідні правоохоронні органи про вчинення протиправних дій щодо власності, фізичних осіб та інших незаконних дій, що мають ознаки кримінального правопорушення, у місцях здійснення заходів охорони;
- 4) зберігати таємницю, що охороняється законом, а також конфіденційну інформацію про господарську діяльність суб'єктів господарювання, оголошену такою в установленому порядку, відомості про особисте і сімейне життя фізичних осіб, що стали відомі у зв'язку з виконанням службових обов'язків, крім випадків, передбачених законодавством;
- 5) не вчиняти дій, що порушують громадський порядок.

### Відповідальність персоналу охорони
1. Персонал охорони за невиконання або неналежне виконання покладених на нього обов'язків несе дисциплінарну, цивільно-правову, адміністративну або кримінальну відповідальність, встановлену законом.